# 天竜浜名湖鉄道TH2000形気動車
天竜浜名湖鉄道TH2000形気動車（てんりゅうはまなこてつどうTH2000がたきどうしゃ）は、2001年（平成13年）に導入された天竜浜名湖鉄道の気動車である。
本項では、TH2000形の保安ブレーキが変更された増備車で、2002年（平成14年）から2005年にかけて11両が製造された天竜浜名湖鉄道TH2100形気動車（てんりゅうはまなこてつどうTH2100がたきどうしゃ）、TH2100形の内装を観光用に変更し、2002年（平成14年）に1両が製造された天竜浜名湖鉄道TH9200形気動車（てんりゅうはまなこてつどうTH9200がたきどうしゃ）についてもあわせて記載する。

## 概要
1987年（昭和62年）3月に日本国有鉄道（国鉄）二俣線を第三セクターに転換して開業した天竜浜名湖鉄道は15両のレールバス型気動車TH1形で運転を行ってきたが、老朽化が進んだため、順次更新する方針が決定、2001年（平成13年）に3両がTH2000形として製造され、2002年（平成14年）以降は保安ブレーキの2重化により形式が変更されたTH2100形に移行した上で、観光用の内装をもつTH9200形1両を含めて2005年（平成17年）までに計15両が製造された。TH2106号は部品取りとして廃車となった。
天竜浜名湖鉄道として初の新潟鐵工所製の車両だったが、2003年（平成15年）以降の製造は旧鉄工所の鉄道車両製造部門を継承した新潟トランシスに変更されている。TH2000形は2004年度（平成16年度）に改造の上TH2100形に編入された。以後、第3セクター鉄道の開業当初からの車両更新や、新規開業（肥薩おれんじ鉄道）における車両の投入は、この車両がベースになっている。
| 形式     | TH2000     | TH2100     | TH9200     |
| 座席     | セミクロス | セミクロス | 転換クロス |
| 製造数   | 3          | 11         | 1          |
| 製造初年 | 2001年     | 2002年     | 2002年     |
| 定員     | 119人      | 119人      | 103人      |
| 座席定員 | 52人       | 52人       | 44人       |
| 車両質量 | 30.0 t     | 30.0 t     | 30.7 t     |

## 車両概説

### 車体

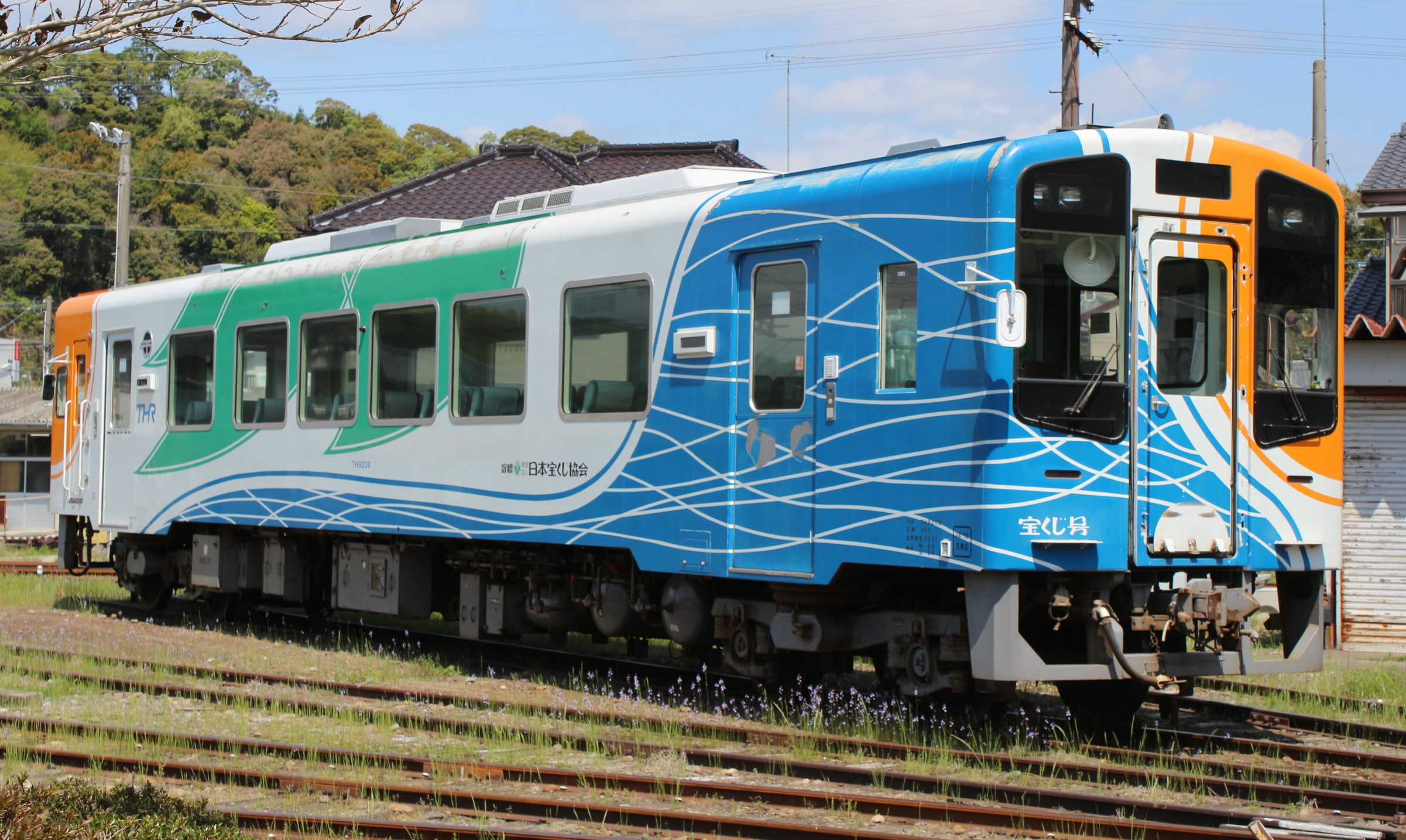
内装が観光用となっているTH9200形

新潟鐵工所製の軽快気動車NDCの一種で、TH3000形に続いて18 m級車体を採用した。開業時から使用されているTH1形では、バス用部品を多用したリベット構造の車体が採用されたが、TH2000形では一般の鉄道車両と同様、溶接構造を採用し、車体長も3 m延長されている。前面は貫通式、乗務員室は左側で、乗務員室側にのみ乗務員用扉が設けられた。1,000 mm幅の引き戸の客用扉が片側2か所、両車端に設けられた。幅1,200 mmの窓7組が設けられ、冷暖房効率の向上のため熱線吸収ガラスの固定式となった。戸袋部に窓はなく、全車トイレの装備はない。 TH2000形、TH2100形の外装はアイボリーホワイトをベースとし、オレンジ、ブルー、グリーンの帯が入った。TH9200形の外観塗装は一般公募による白にオレンジ、ブルー、グリーンが鮮やかに意匠化されたものとなった。

### 内装
TH2000・2100形は4人掛けボックスシート8組を備え、扉付近のみロングシートとなった。TH9200形は全席転換クロスシートで、TH2000形、TH2100形では掛川寄り、TH9200形では新所原寄り助士側に車椅子スペースも設置された。TH9200形の車椅子スペース付近の座席は1人掛けとなっている。TH2000形、TH2100形座席表布は青系、TH9200形は緑系である。天井は平天井となり、ラインデリアが設置された。ワンマン運転用の機器は鉄道車両用に開発されたもので、各種データの記録機能をもっている。運転士の負担低減のため、列車情報制御装置が搭載された。
TH9200形は2000年（平成12年）に導入したTHT100形・THT200形によるトロッコ列車「そよかぜ」の運行が季節、天候に依存することから、通年使用できる多機能型車両として構想された、日本宝くじ協会の助成を受けた宝くじ号であり、形式名の92は「くじ」から命名された。DVDプレーヤー、ワイヤレスマイクによるカラオケ装置を備え、車内両妻面には22インチ液晶ディスプレイが設けられた。客用扉と座席の間にガラスの仕切りが設けられている。TH9200形は電気指令式ブレーキを採用したため、在来車両との併結運転はできない。

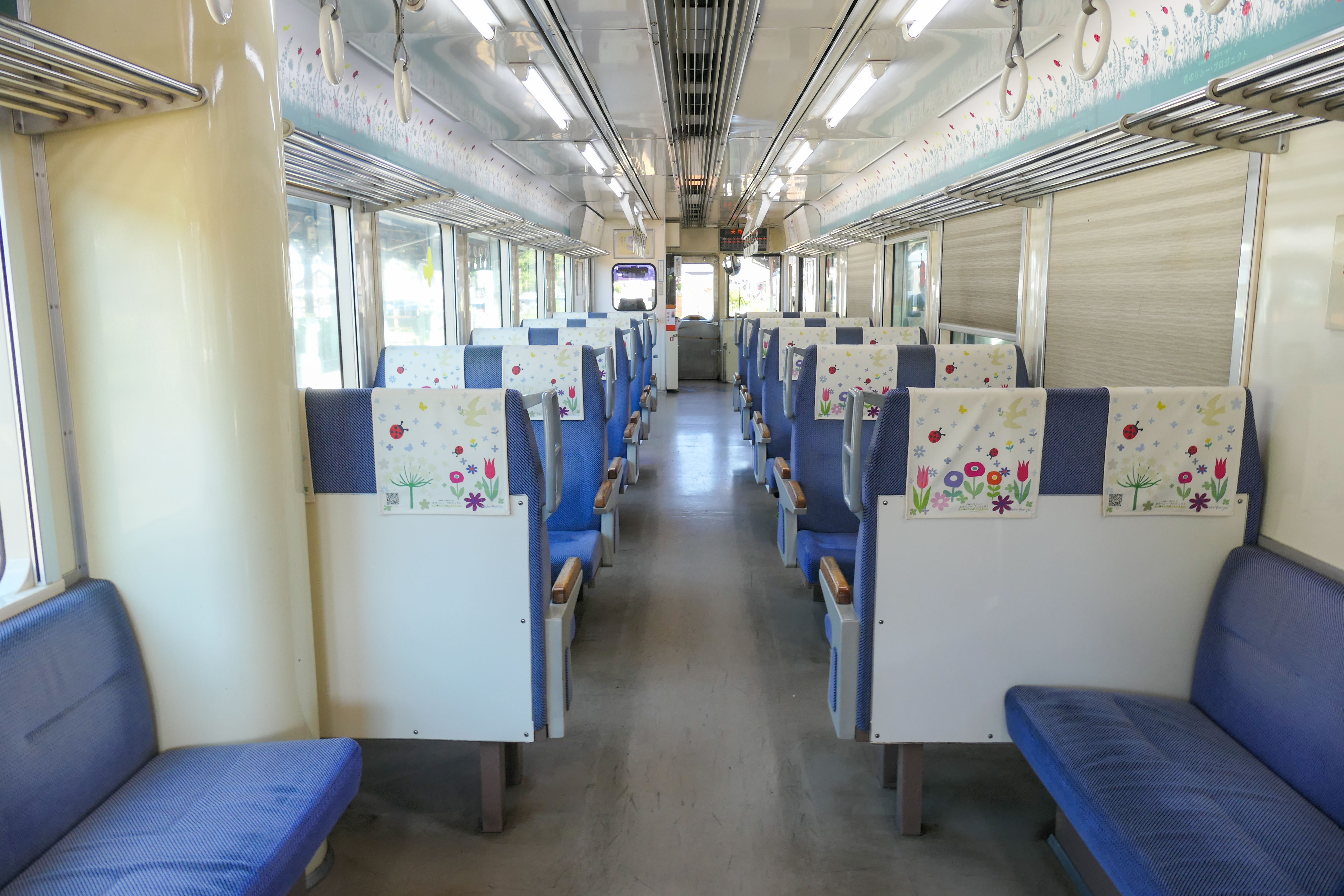
車内（TH2107）
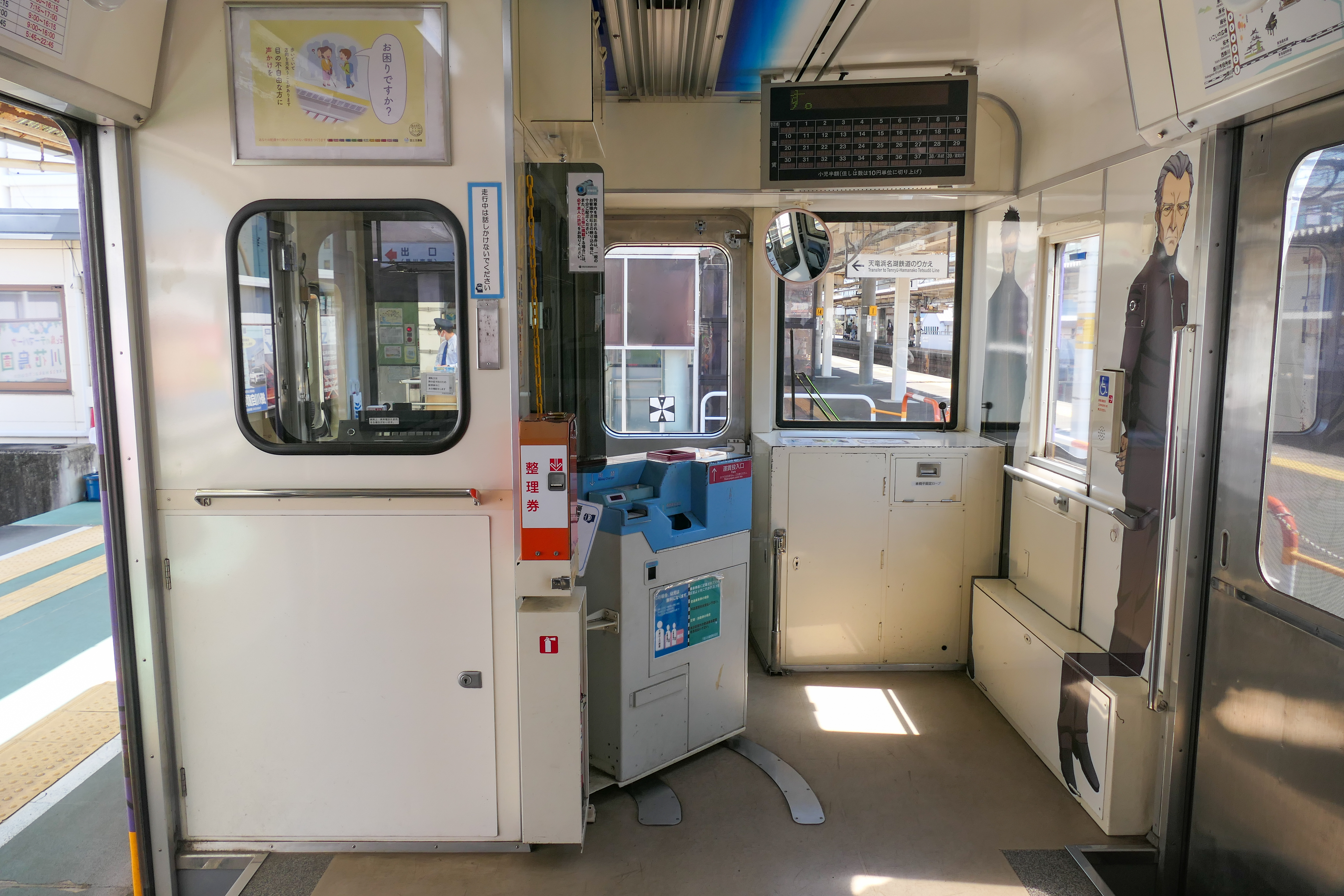
車椅子スペース（TH2111）
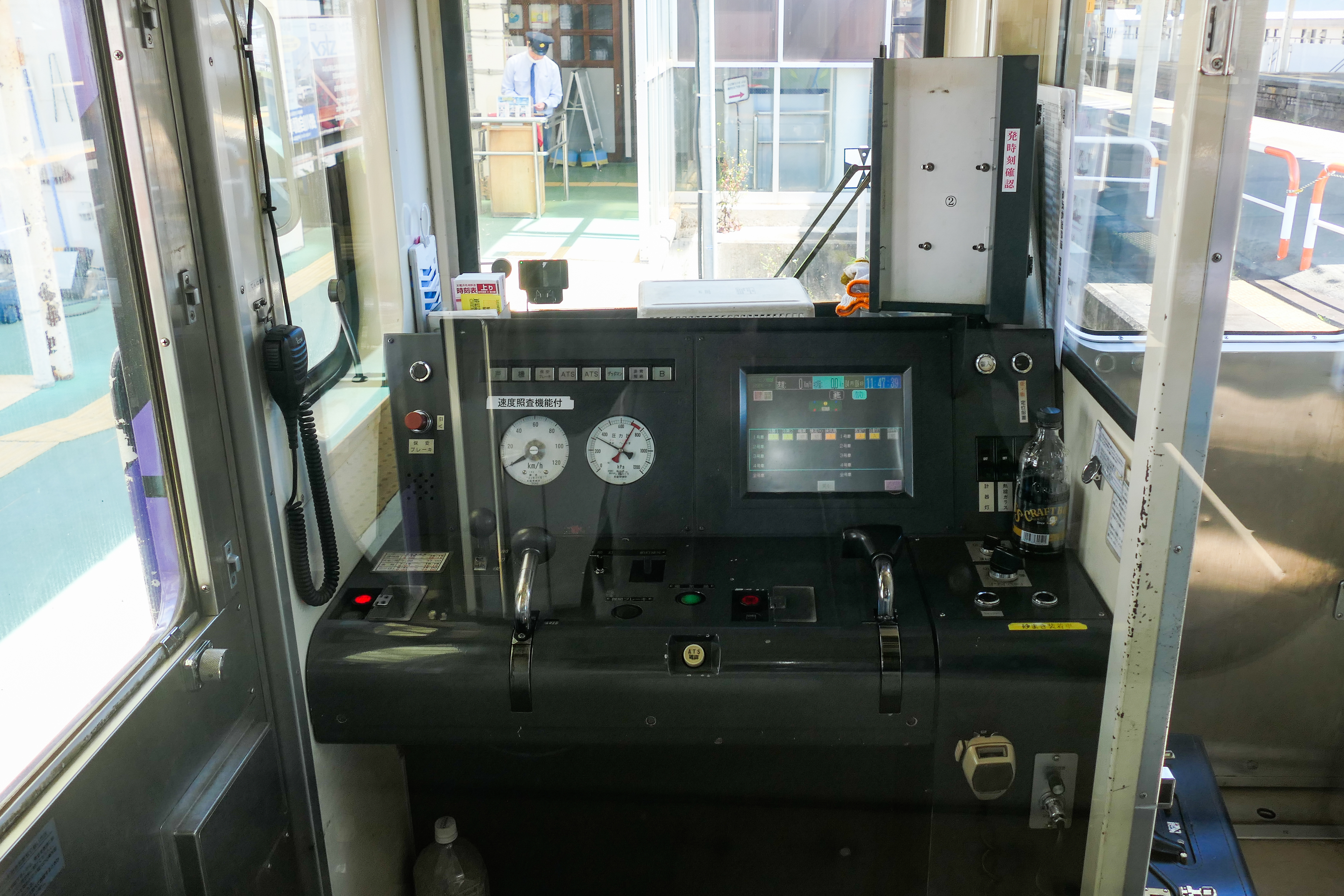
運転台（TH2111）

### 機器類
エンジンは、カミンズディーゼルエンジンN14-Rを1基搭載、定格出力257 kW (350 PS) / 2,000 rpmに設定された。動力は変速1段、直結3段の新潟コンバーター製TACN-33-1601液体変速機を介して2軸駆動の台車に伝達される。燃費改善のため、変速域が狭くなっており、変速は自動的に行われるほか、パワーオン制御により、シフトアップ時のタイムラグを最小限にしている。台車はボルスタレス空気ばね、積層ゴム式NP131D/Tが採用された。制動装置は電気指令式となったため、従来車両との連結運転はできない。TH2100形、TH9200形では保安ブレーキが2重化されている。
タッチパネル式液晶ディスプレイによって機関始動、ワンマン運転機器の設定、応急処置が行える列車情報制御装置(TICS)が搭載され、各種スイッチが省略された。
TH2110からTH2114の5両には、空転防止用の砂撒き装置が設置されている。
暖房装置はエンジン排熱を利用した温風式である。冷房装置は能力17.4 kW（15,000 kcal/h）のもの2基が設置された。

## 今後の予定
運行開始より20年以上経過し、老朽化による故障も発生しているため、設計を変更した新車両への置き換えが2025年度より年間1両のペースで行われる予定。

## 車歴
| 形式   | 車両番号 | 製造年月   | 製造所         | 改番年   | 改番後形式 | 改番後番号 | 塗装                                       |
| ------ | -------- | ---------- | -------------- | -------- | ---------- | ---------- | ------------------------------------------ |
| TH2000 | 2001     | 2001年1月  | 新潟鐵工所     | 2004年度 | TH2100     | 2101       | Re＋（リ・プラス）                         |
| TH2000 | 2002     | 2001年1月  | 新潟鐵工所     | 2004年度 | TH2100     | 2102       | キハ20色塗装列車                           |
| TH2000 | 2003     | 2001年1月  | 新潟鐵工所     | 2004年度 | TH2100     | 2103       | キャタライナー                             |
| TH2100 | 2104     | 2002年2月  | 新潟鐵工所     | -        | -          | -          | 標準色                                     |
| TH2100 | 2105     | 2002年2月  | 新潟鐵工所     | -        | -          | -          | 標準色                                     |
| TH2100 | 2106     | 2002年2月  | 新潟鐵工所     | -        | -          | -          | 標準色(廃車済)                             |
| TH2100 | 2107     | 2002年12月 | 新潟鐵工所     | -        | -          | -          | 花のリレー・プロジェクトラッピング         |
| TH2100 | 2108     | 2002年12月 | 新潟鐵工所     | -        | -          | -          | 標準色                                     |
| TH2100 | 2109     | 2002年12月 | 新潟鐵工所     | -        | -          | -          | ゆるキャン△SEASON 3 ラッピング列車         |
| TH2100 | 2110     | 2003年11月 | 新潟トランシス | -        | -          | -          | ぶんぶん号                                 |
| TH2100 | 2111     | 2003年11月 | 新潟トランシス | -        | -          | -          | エヴァンゲリオン ラッピング列車            |
| TH2100 | 2112     | 2004年12月 | 新潟トランシス | -        | -          | -          | C Nexsus号                                 |
| TH2100 | 2113     | 2004年12月 | 新潟トランシス | -        | -          | -          | KATANA（カタナ）号                         |
| TH2100 | 2114     | 2005年12月 | 新潟トランシス | -        | -          | -          | うなぴっぴごー!                            |
| TH9200 | 9200     | 2002年12月 | 新潟鐵工所     | -        | -          | -          | マリメッコ列車「New スローライフトレイン」 |

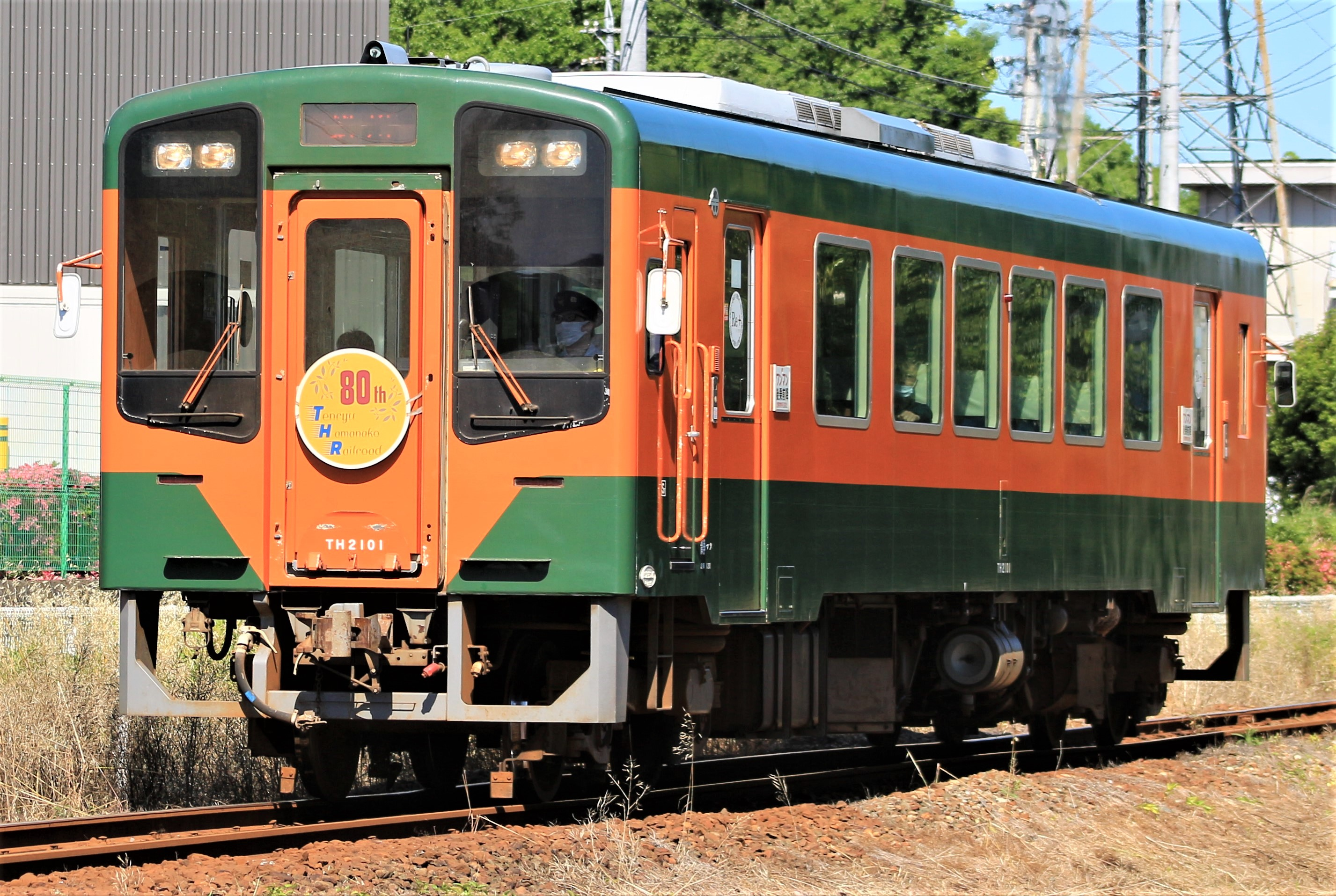
2101「湘南色Re＋」
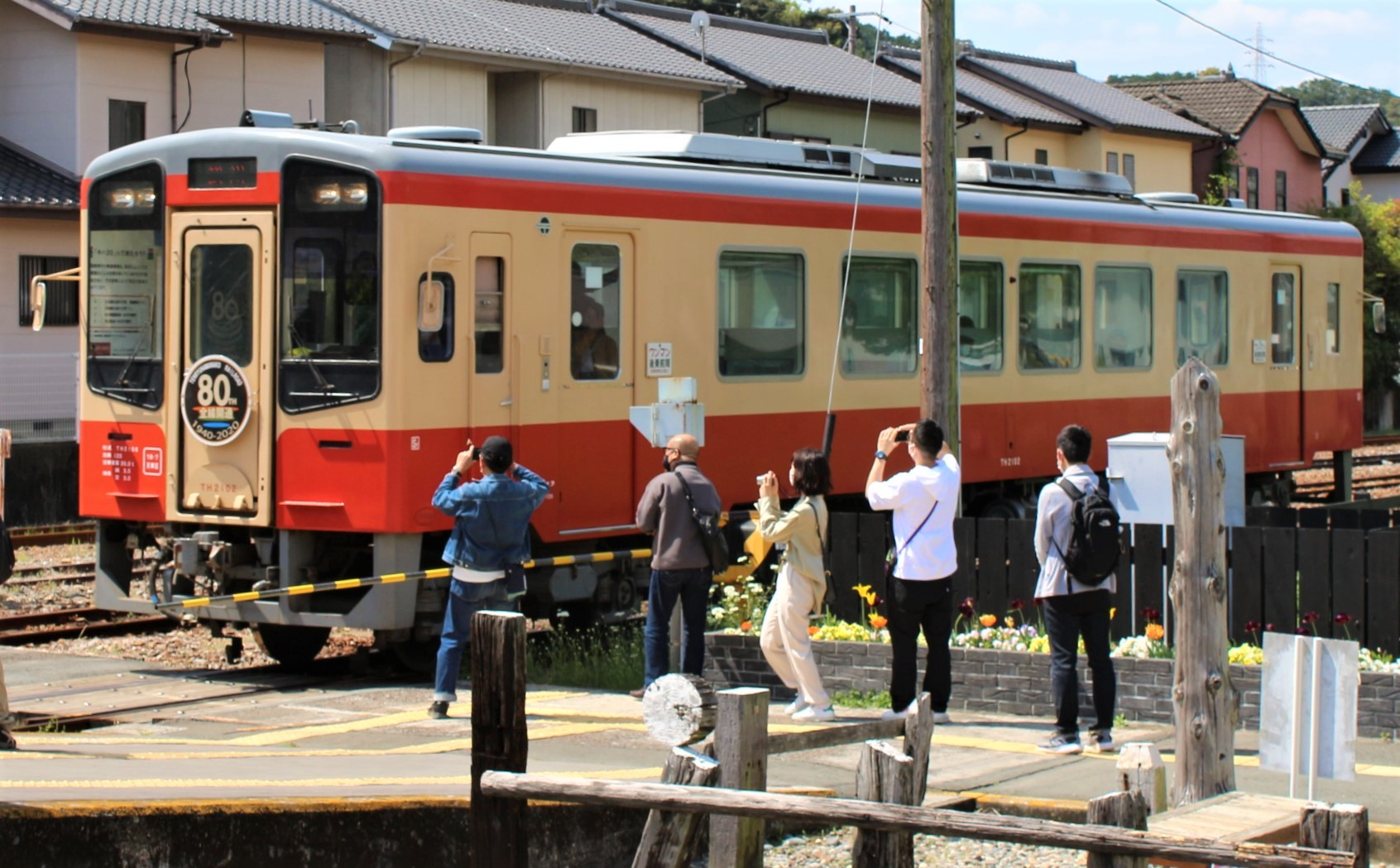
2102 「国鉄気動車色」
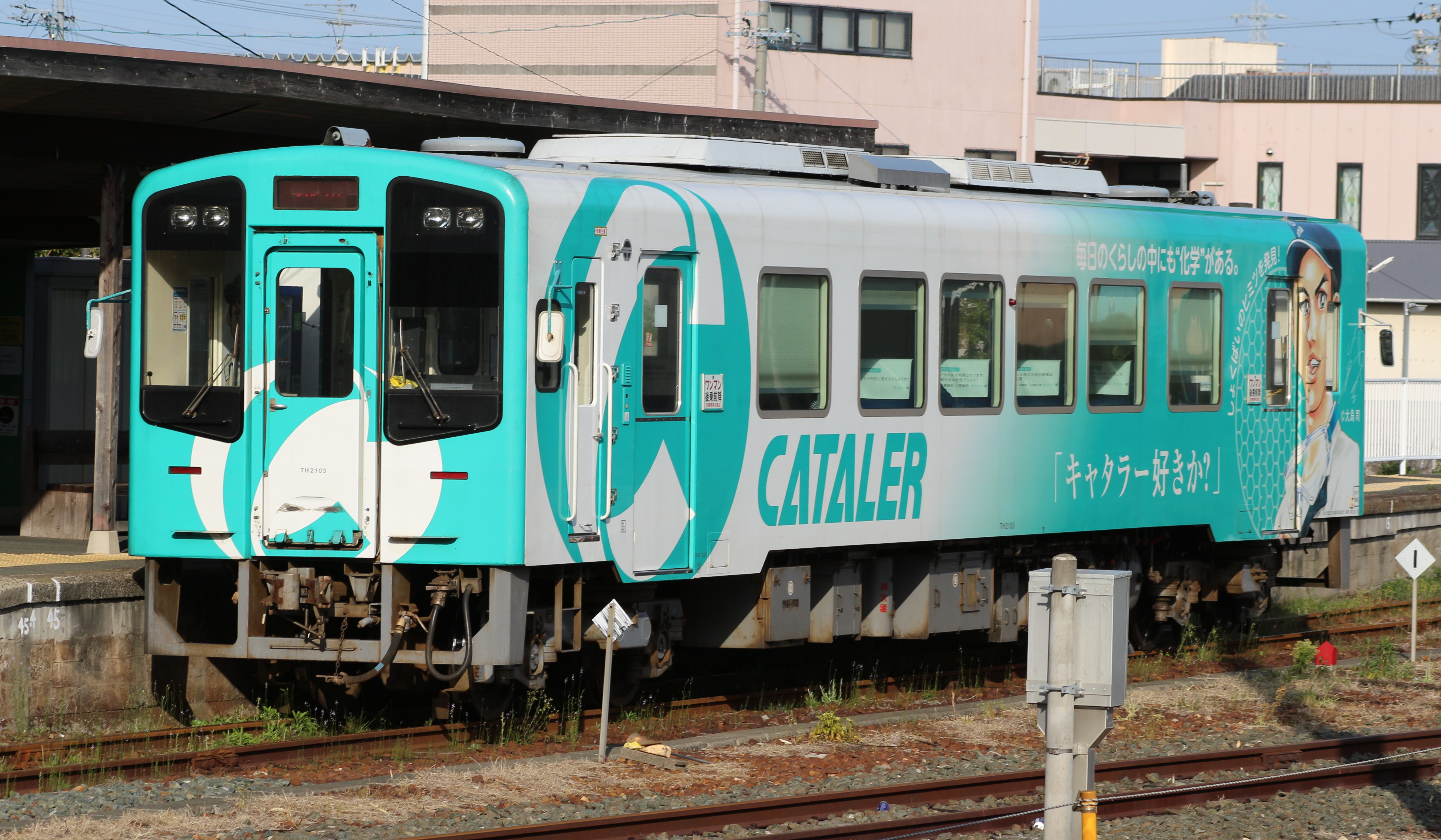
2103「キャタラー ラッピング」
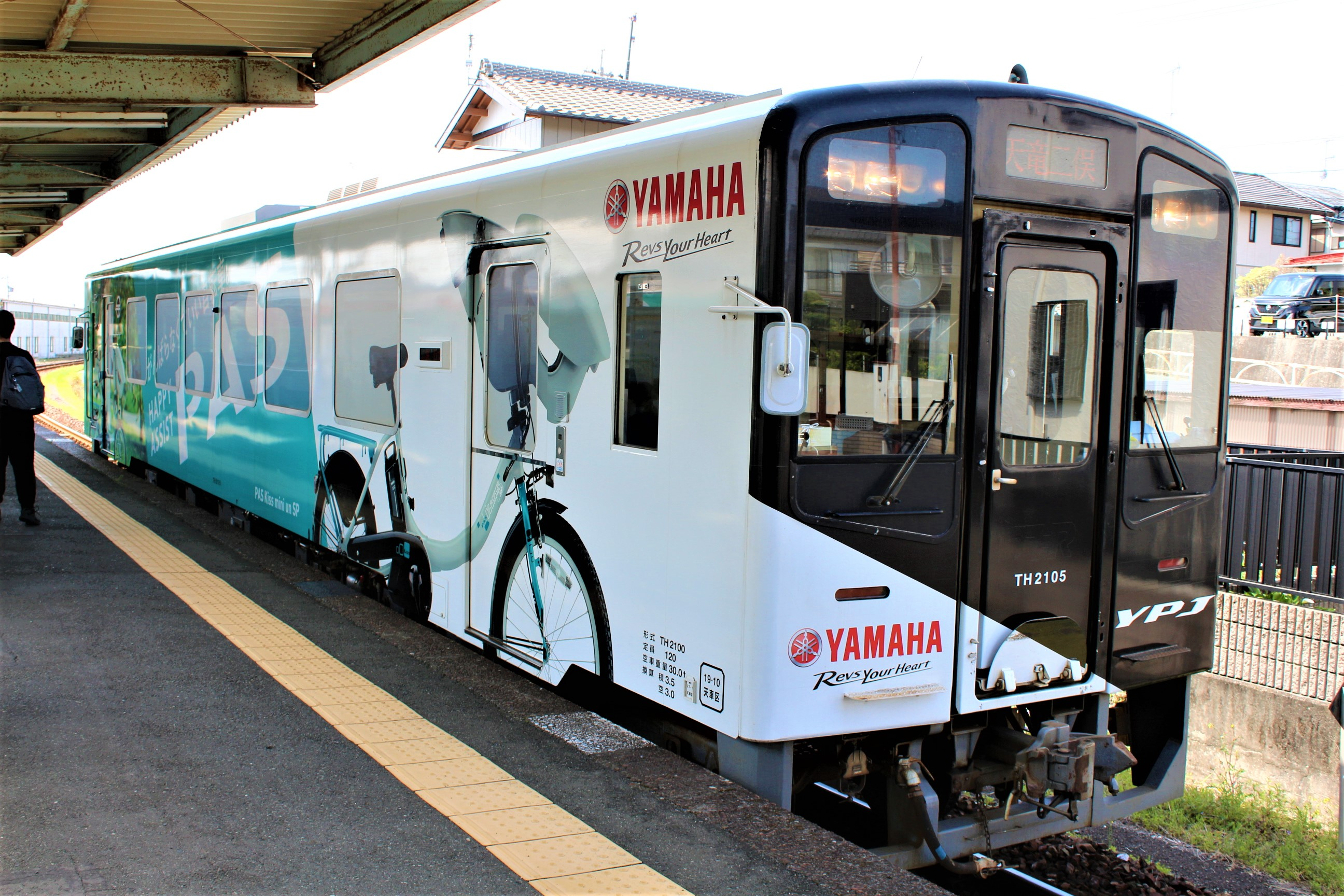
2105「ヤマハ・PASラッピング」
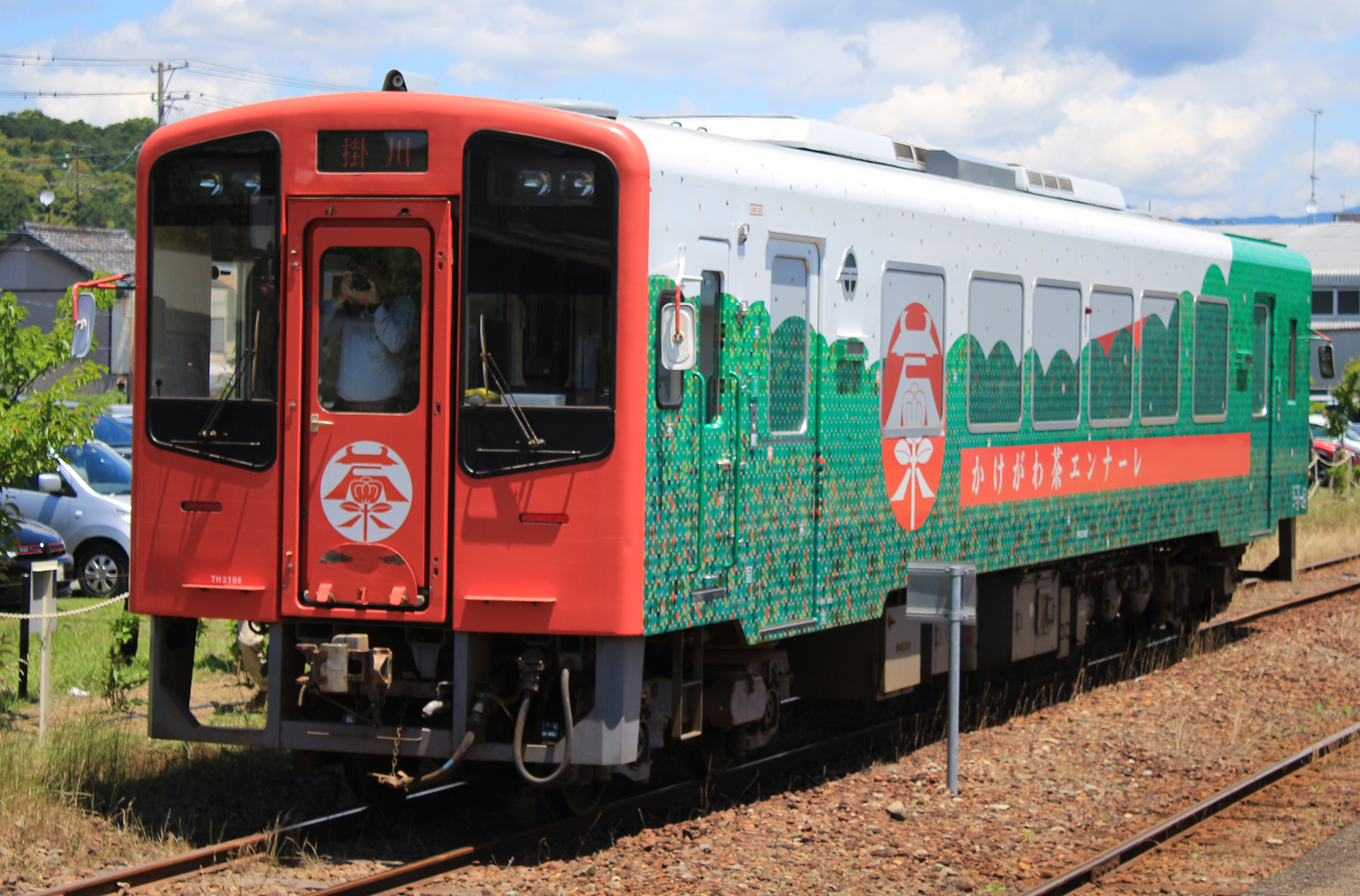
2106「かけがわ茶 エンナーレ2020 ラッピング」
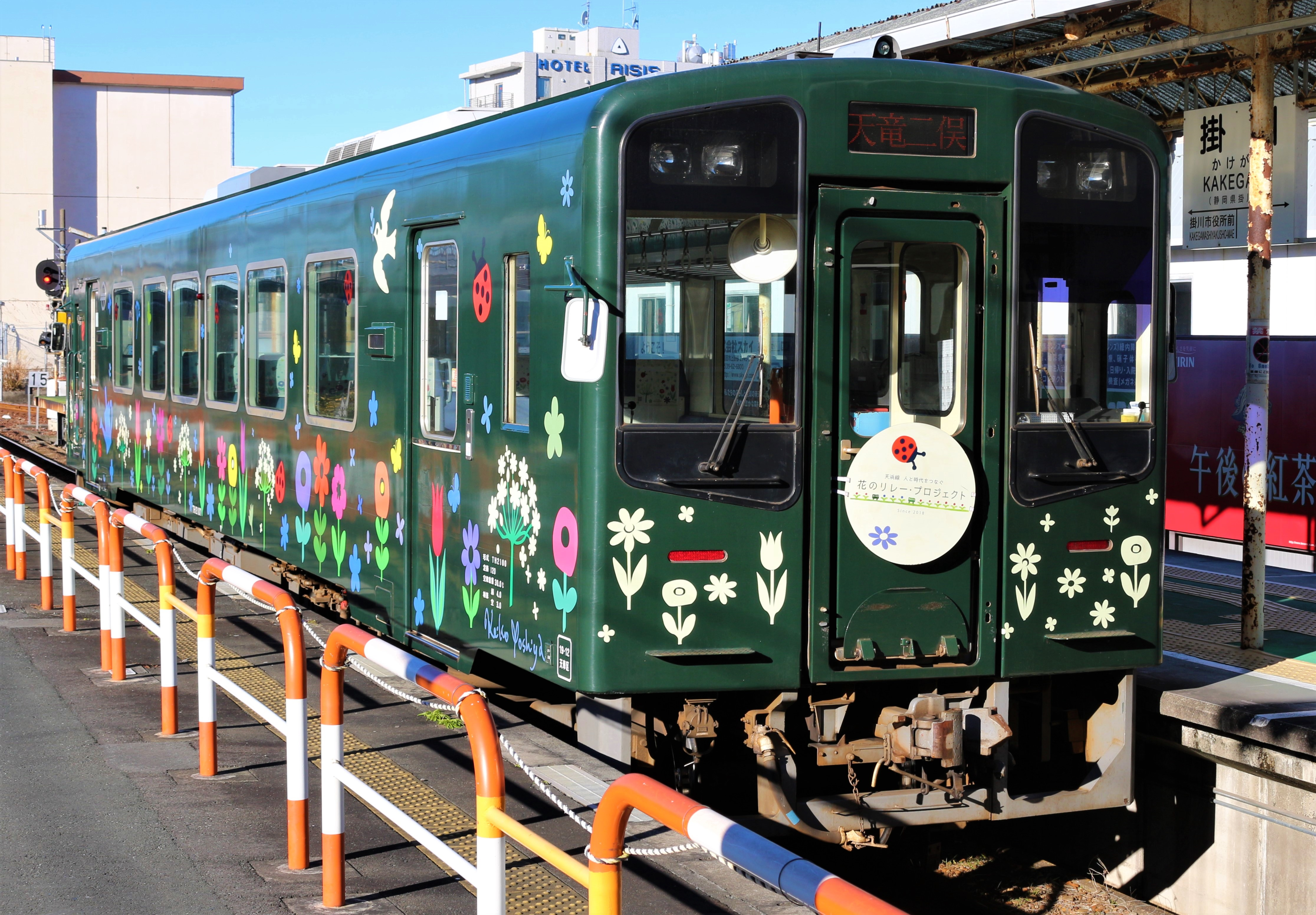
2107「花のリレー・ プロジェクト ラッピング」
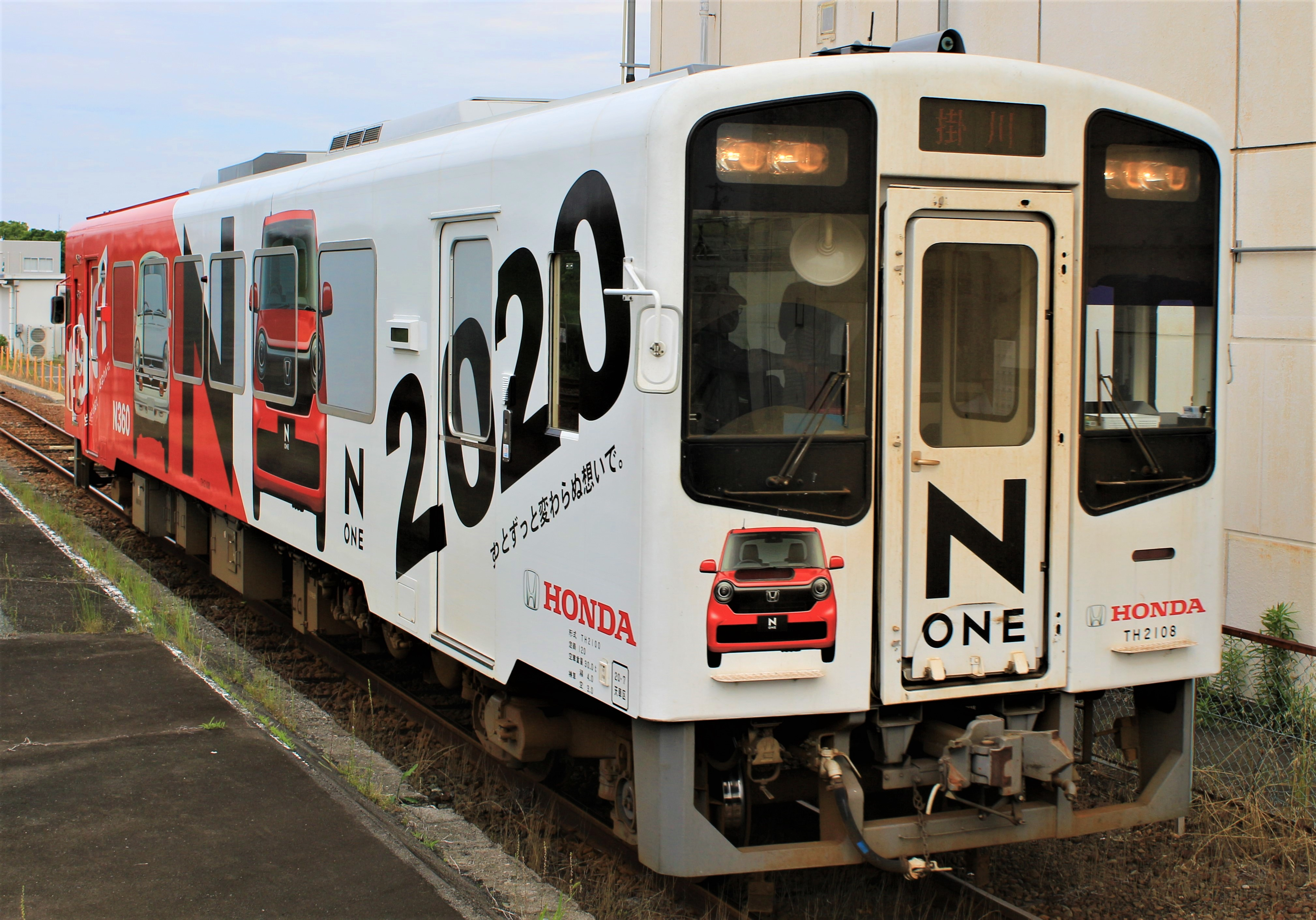
2108 「ホンダ・Honda Carsラッピング」
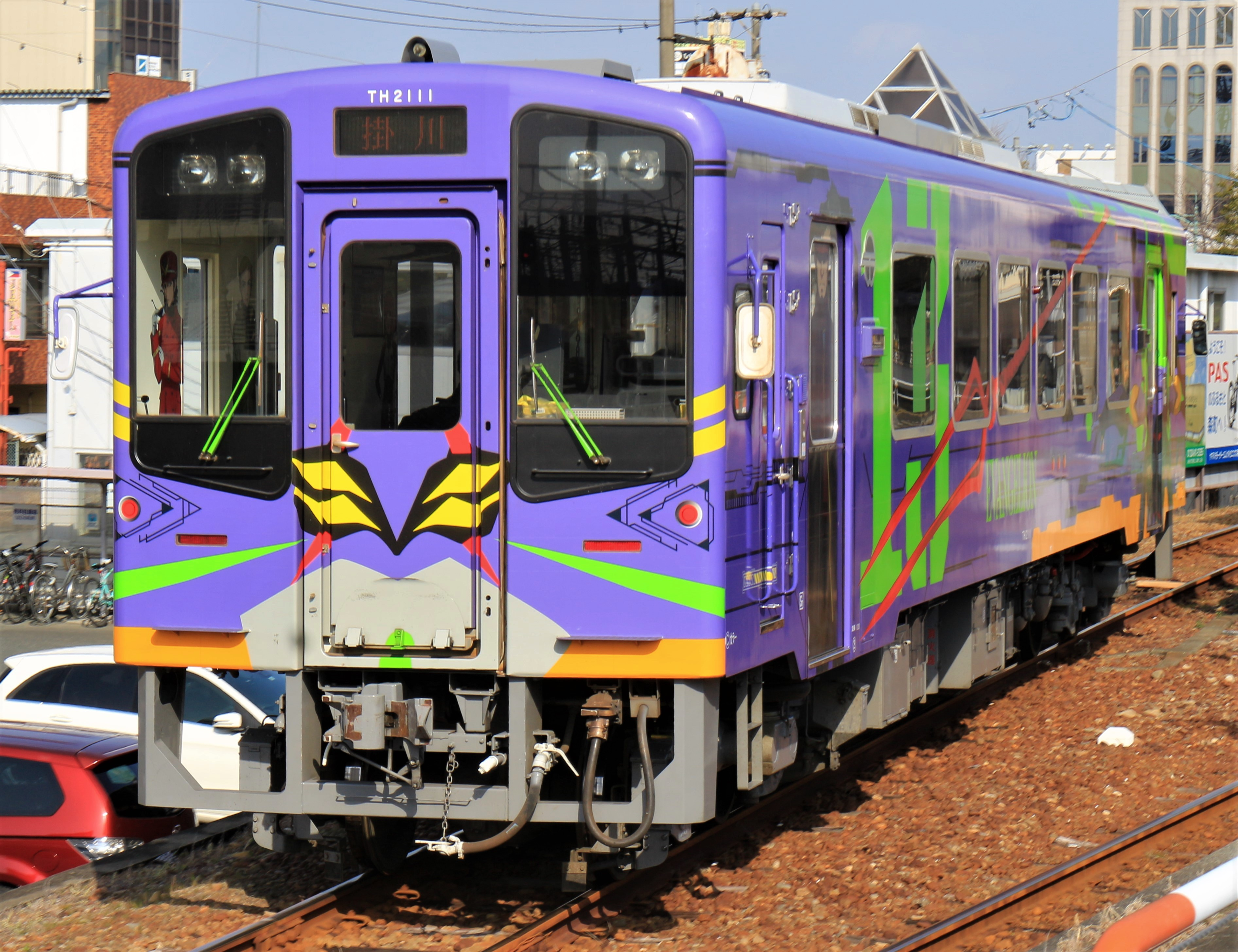
2111「エヴァンゲリオンラッピング」
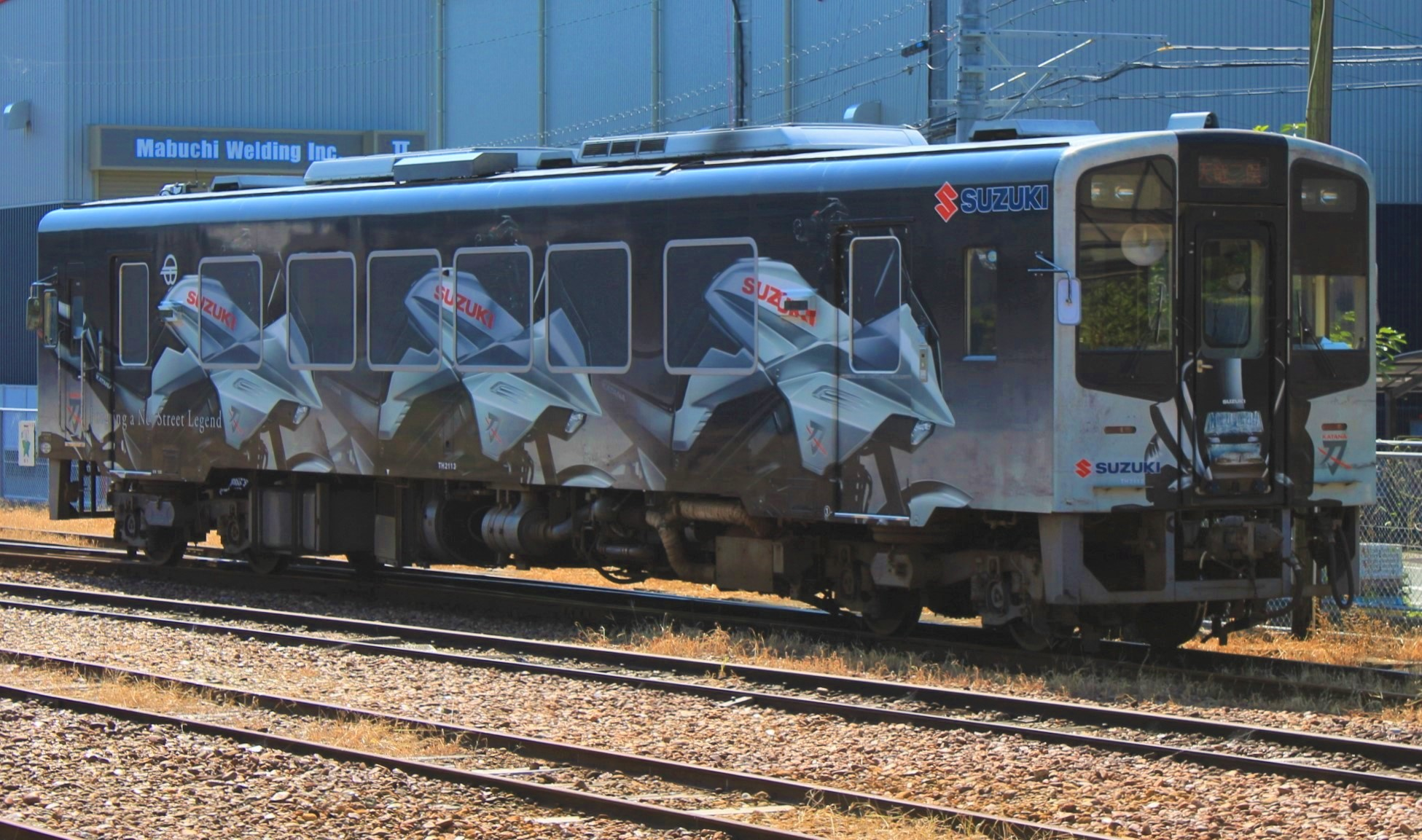
2113「スズキ・カタナラッピング」
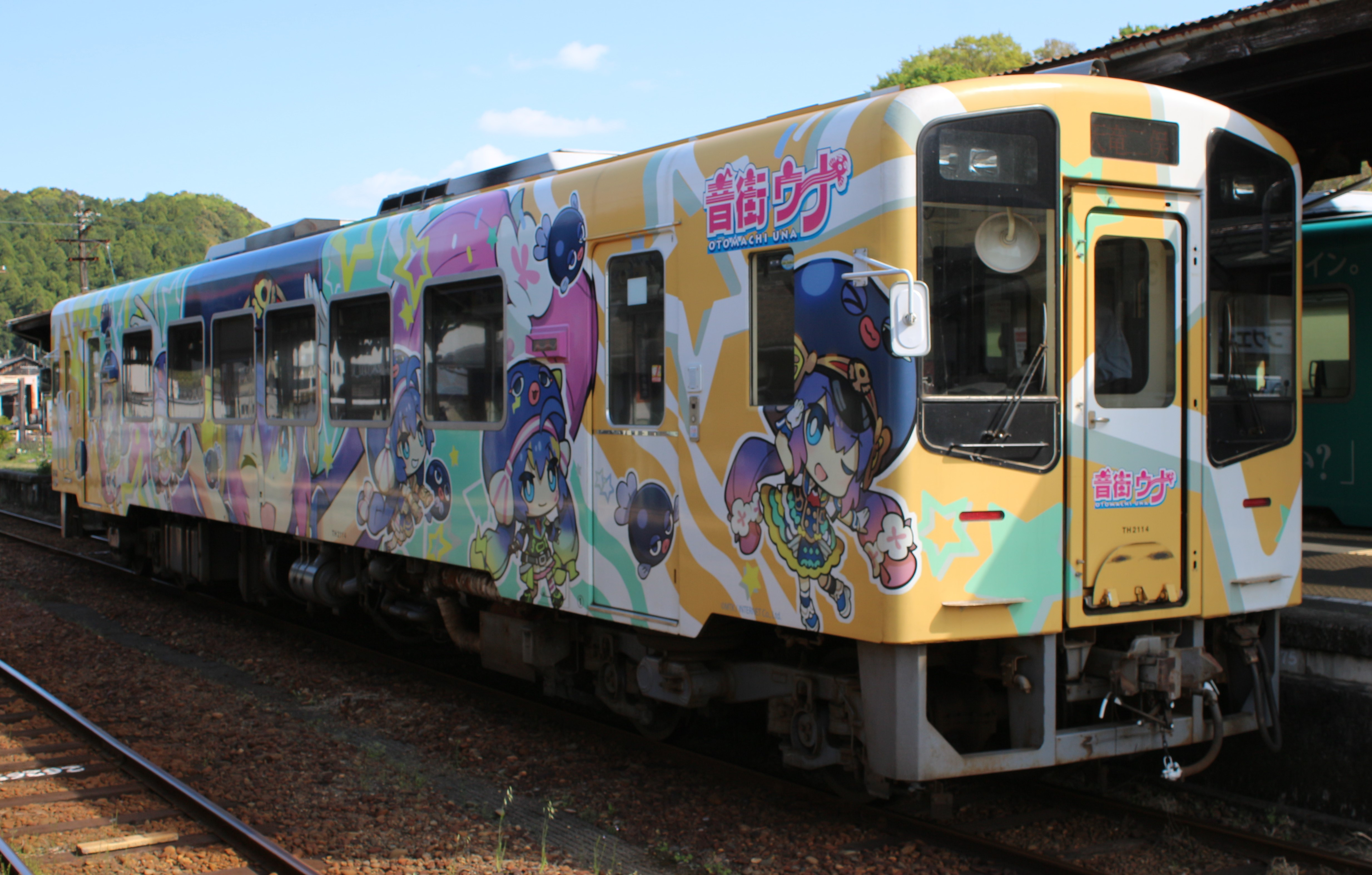
2114 「うなぴっぴごー!」
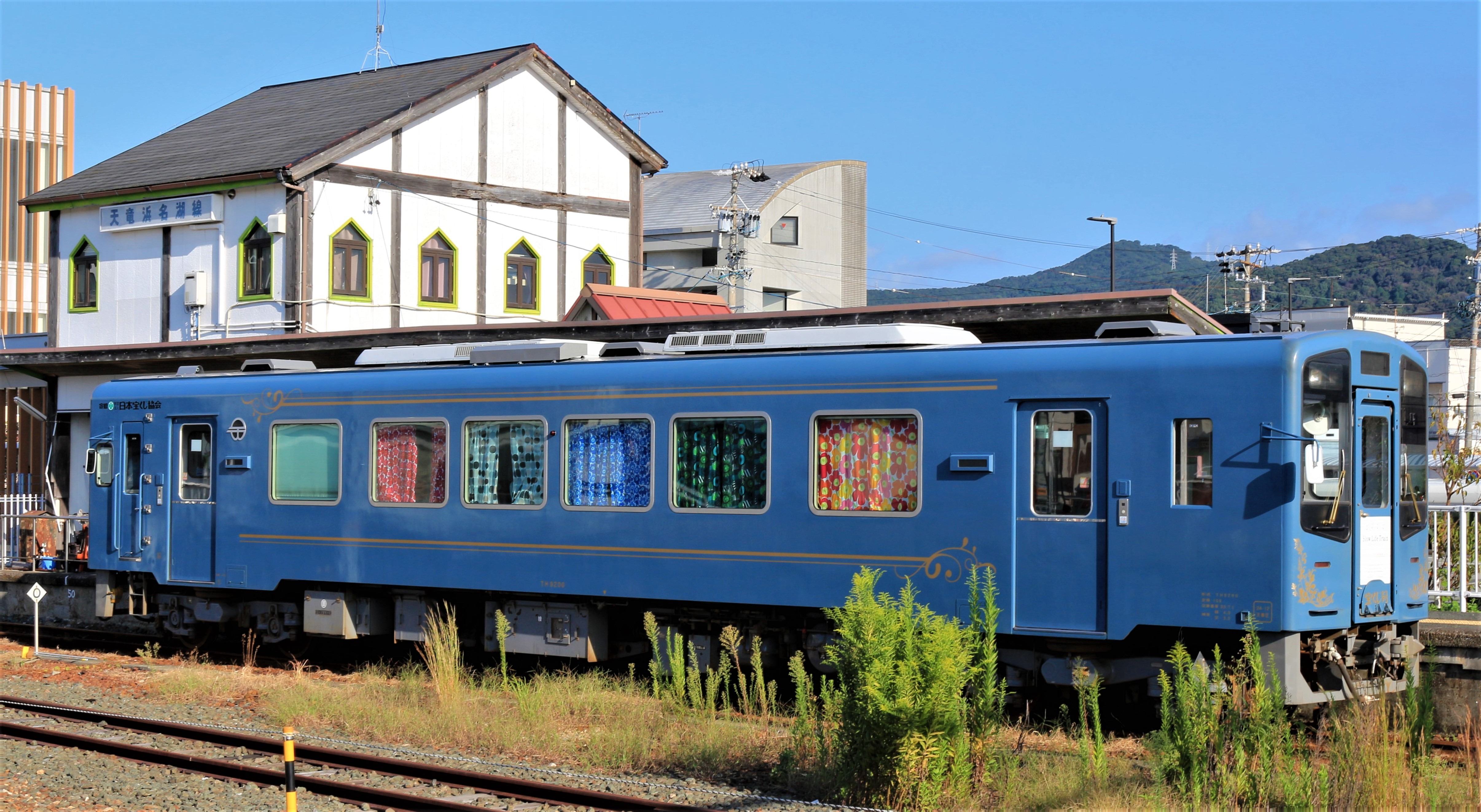
9200 マリメッコ列車 「New スローライフトレイン」